# 3식 경전차 케리
3식 경전차 케리는 제2차 세계 대전 당시 일본 제국이 개발한 경정찰전차이다. 

3식 경전차 케리는 94식 경전차만으로는 만족 할 수 없었던 일본이 94식 경전차의 포를 57mm로 교체하여 제작한 것이 3식 경전차이다. 그러나 95식 경전차에 사용된 차체, 포탑에 더 향상된 포를 다니 포탑이 좁아졌으며, 포를 조작하기 어려워졌다. 결국 이로 인해 3식 경전차는 프로토타입 모델만 생산되었다.

## 대중 매체에서
3식 경전차는 대중 매체에서도 등장한다.

### 비디오 게임
- 월드 오브 탱크 블리츠

## 같이 보기
- 94식 경전차
- 95식 경전차